# Джефф Кларк (канадський футболіст)
Джефф Кларк (англ. Jeff Clarke, нар. 18 жовтня 1978, Нью-Вестмінстер) — канадський футболіст, що грав на позиції півзахисника. Виступав за низку канадських і закордонних клубів, а також національну збірну Канади. У складі збірної — володар Золотого кубка КОНКАКАФ.

## Клубна кар'єра
Джефф Кларк народився 1978 року в місті Нью-Вестмінстер. Розпочав грати у футбол в університетській команді «Саймон Фрейзер Клан». У професійному футболі Кларк дебютував 1997 року виступами за команду «Ванкувер Вайткепс», в якій того року взяв участь у 15 матчах чемпіонату. У 1997 році футболіст перейшов до ірландського клубу"Сент-Патрікс Атлетік", у якому грав до 1999 року. У 1999 році футболіст перейшов до іншого ірландського клубу"Лонгфорд Таун", у якому грав до 2000 року.
У 2000 році Джефф Кларк перейшов до американського клубу «Гемптон Роудс Мерінерс», а в 2001 році став гравцем іншого американського клубу «Портленд Тімберз».
У 2002 році футболіст повернувся до клубу «Ванкувер Вайткепс», за який грав до 2008 року, після чого завершив виступи на футбольних полях.

## Виступи за збірні
У 1997 році Джефф Кларк грав у складі молодіжної збірної Канади. У цьому ж році Кларк дебютував у складі національної збірної Канади. У складі збірної був учасником розіграшу Золотого кубка КОНКАКАФ 2000 року, здобувши того року титул континентального чемпіона, та розіграшу Кубка конфедерацій 2001 року в Японії і Південній Кореї. Загалом протягом кар'єри в національній команді, в якій грав до 2002 року, провів у її складі 19 матчів, забивши один гол.

## Титули і досягнення
- Володар Золотого кубка КОНКАКАФ (1):

Канада: 2000